# 이란의 여자 배우 목록
다음은 이란의 여자 배우 목록이다.

## 가
- 비다 가레마니
- 소라야 가세미
- 사하르 고레시
- 푸파크 골다레
- 샤브남 골리카니
- 구구슈
- 파테메 구다르지

## 나
- 예크타 나세르
- 파테메 나하그비
- 아자데 남다리
- 바하르 누히안
- 시마 니크푸르

## 다
- 사하르 돌라차히

## 라
- 레일리 라시디
- 아테페 라지비
- 호마 루스타
- 아일라르 리
- 리타

## 마
- 마바슈
- 야스민 말레나스르
- 메라네 마힘 도라비
- 나스린 모그한로
- 조레 모자비

- 마리암 모카담
- 파테메 모타메드아리아
- 헹가메 모피드
- 아이다 모하마드카니

## 바
- 베누슈 바크티아이
- 오나 바나이
- 아살 바디
- 사라 바라미
- 판테아 바람
- 마르지 보루만드
- 시바 볼루리안
- 시린 비나

## 사
- 엘나즈 샤카르두스트
- 아니크 샤프라지안
- 자밀레 셰이히
- 바하 수멕
- 타미 스트라나치
- 샤그하예그 데그한

## 아
- 쇼레 아그다슐루
- 골다브 아디나
- 아람
- 파르디스 아마디
- 아프사르 아사디
- 카테레 아사디
- 라나 아자디바르
- 엘사 피에루즈 아자르
- 마흐나즈 아프샤르
- 바하레  아프샤리
- 메리 아피크
- 페가 아항가라니
- 타라네 알리두스티
- 시린 야즈단바크슈
- 세타레 에스칸다니
- 자라 아미르 에브라히미
- 페레슈테 사드레 오라파이
- 라베 오스쿠이
- 레일라 오타디
- 파리나즈 이자디아르

## 자
- 마후르 자바리
- 네가르 자바헤리안
- 메릴라 자레이
- 사하르 자파리 조자니
- 베나즈 자파리
- 마리암 아미르 잘랄리
- 페레슈트 제나비
- 팔라크 조니디

## 카
- 메리암 카비아니
- 니키 카리미
- 사바 카말리
- 파르자네 카볼리
- 니쿠 케라드만드
- 마흐타브 케라마티
- 네긴 키안파르
- 바란 코사리
- 미나 코스라바니

## 타
- 헤디에 테라니
- 하니에 타바솔리
- 베누슈 타바타바이
- 야스민 타바타바이
- 타나즈 타바타바이
- 수산 타슬리미
- 사다프 타헤리안

- 로야 테이무리안
- 사브남 톨루에이

## 파
- 골시프테 파라하니
- 사리나 파라하니
- 샤가예그 파라하니
- 비타 파라히
- 파리마 파르자미
- 아프사네 파크루
- 마리암 팔리즈반
- 세타레 페샤니
- 마하야 페트르시안
- 하디스 풀라드반드

## 하
- 엘함 하미디
- 엘나즈 하비비
- 파테메 하셰미
- 미트라 하자르
- 푸네 하지모함마디
- 아지타 하지안
- 로레타 헤이라페티안
- 고하르 헤이란디시
- 레일라 하타미
- 아나히타 헴마티